# ان‌اس‌یو
ان‌اس‌یو (انگلیسی: NSU) شرکت خودروسازی آلمانی بود، که در سال ۱۸۷۳ توسط کریستین اشمیت تأسیس شد و در سال ۱۹۶۹ توسط آئودی خریداری گردید و هم‌اکنون متعلق به گروه فولکس‌واگن می‌باشد.